# 아우크스부르크 항공
아우크스부르크 항공(영어: Augsburg Airways)은 독일의 지역 항공사로 본사는 독일 함버그모스에 위치해 있으며 1980년에 설립해 1986년에 취항했다. 또한 사용하고 있는 허브 공항으로 뮌헨 국제공항이 있으며 계열사는 루프트한자가 있다.

## 보유 기종
- 2012년 2월 기준으로 아우크스부르크 항공은 다음과 같은 기종을 보유하고 있다.[1][2]

## 같이 보기
- 루프트한자